# Irene d'Assia-Darmstadt
Irene d'Assia e del Reno (nome completo in tedesco: Prinzessin Irene Luise Maria Anna von Hessen und bei Rhein; Darmstadt, 11 luglio 1866 – Hemmelmark, 11 novembre 1953) fu per nascita una principessa del Granducato d'Assia e del Reno e per matrimonio una principessa del Regno di Prussia.

## Biografia

### Giovinezza
Nata nel 1866, Irene era la figlia del Granduca Luigi IV d'Assia e del Reno e della moglie, Alice di Sassonia-Coburgo-Gotha, era quindi nipote della regina Vittoria; aveva quattro sorelle, Vittoria, Elisabetta, Alice e Maria, e due fratelli, Ernesto Luigi e Federico. La Principessa venne chiamata Irene, che in greco significa "pace", poiché nacque alla fine della Guerra austro-prussiana. La madre Alice considerava la figlia come una bambina poco attraente e scrisse alla sorella Vittoria, imperatrice di Germania, che Irene <<non era bella>>, comunque benché non fosse bella come la sorella Elisabetta, Irene aveva un carattere piacevole. 
La Granduchessa Alice allevò le proprie figli in modo semplice, inoltre una tata inglese controllava le stanze dei figli, i quali erano soliti mangiare pasti poveri a base di budini di riso e mele arrostite, indossando vestiti semplici. Alice insegnò alle figlie a svolgere le faccende casalinghe, come cucinare torte, rifarsi i letti, accendere il fuoco e pulire le proprie stanza. La Principessa Alice enfatizzava di donare ai poveri, spesso portandosi con sé le figlie nelle sue visite agli ospedali e associazioni di beneficenza. 
Nel 1873 morì il fratello minore di Irene, Federico soprannominato "Frittie", che, emofiliaco, cadde da una finestra aperta rompendosi la testa su di una balaustra e morendo poche ore dopo di emorragia cerebrale. Dopo la morte del figlio più piccolo, la Granduchessa Alice accompagnava frequentemente i suoi figli presso la tomba del loro fratello, per pregare. Nell'autunno del 1878, Irene, i suoi fratelli, eccetto la sorella Elisabetta, ed il padre si ammalarono di difterite; la sorella più giovane, Maria, morì, la madre, la granduchessa Alice, accudendo i figli contrasse la malattia e morì lo stesso anno. Prima di morire, la principessa Alice scrisse un testamento nel quale includeva anche delle istruzioni su come allevare e crescere le figlie, e come gestire la famiglia. 
Dopo la morte della figlia Alice, la regina Vittoria, nonna materna di Irene, decise di fare da madre ai suoi nipoti d'Assia, i quali passavano le vacanze annuali in Inghilterra dove la nonna istruiva le istitutrici circa la loro educazione e decideva i modelli dei loro vestiti.

### Matrimonio
Il 24 maggio 1888, Irene sposò Enrico di Prussia che era il secondo figlio maschio di Federico III di Germania e di Vittoria di Gran Bretagna: i due sposi erano primi cugini visto che le loro rispettive madri erano sorelle. 

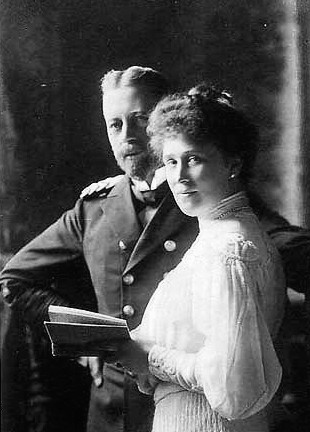
Irene ed Enrico.

Le nozze non piacquero alla nonna Vittoria poiché non era stata informata del corteggiamento fra i due, fino a quando i due principi decisero di sposarsi, mentre l'Imperatrice Vittoria, la madre di Enrico, era molto affezionata alla nuora Irene, rimase però scioccata dal fatto che non indossasse né uno scialle né una sciarpa per mascherare la sua gravidanza, quando restò incinta del primo figlio, l'emofiliaco principe Valdemaro, nel 1889. In ogni caso, la coppia si sposò felicemente e presto vennero indicati dai loro parenti con l'appellativo di "I molto amabili" per via della loro natura piacevole. 

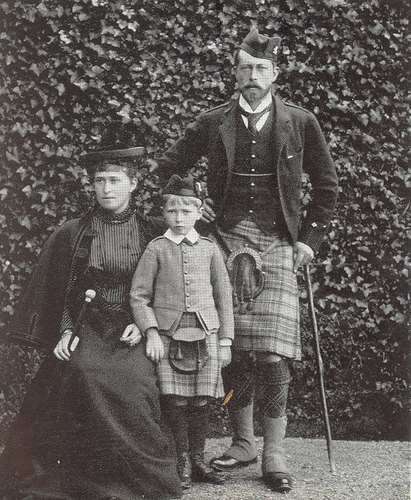
Irene ed Enrico assieme ai figli maggiori, Valdemaro e Sigismondo.

Irene ed Enrico ebbe tre figli:
- Valdemaro (1889 - 1945)
- Sigismondo (1896 - 1978)
- Enrico (1900 - 1904)

### Relazioni familiari
Come la sorella Alice, Irene era una portatrice sana del gene dell'emofilia infatti trasmise tale malattia ai figli Valdemaro ed Enrico; la salute del primo la preoccupò fin dall'infanzia. Irene soffrì molto quando il figlio più piccolo, Enrico, di solo quattro anni, morì dopo essere caduto ed aver urtato la testa nel febbraio 1904. Sei mesi dopo la morte del figlio, la sorella Alix, che nel 1896 aveva sposato Nicola II di Russia, diede alla luce un figlio emofiliaco, lo Alessio Nikolaevich, Zarevic di Russia. La sua prima cugina, la regina Vittoria Eugenia di Spagna, ebbe anch'essa due figli emofiliaci.

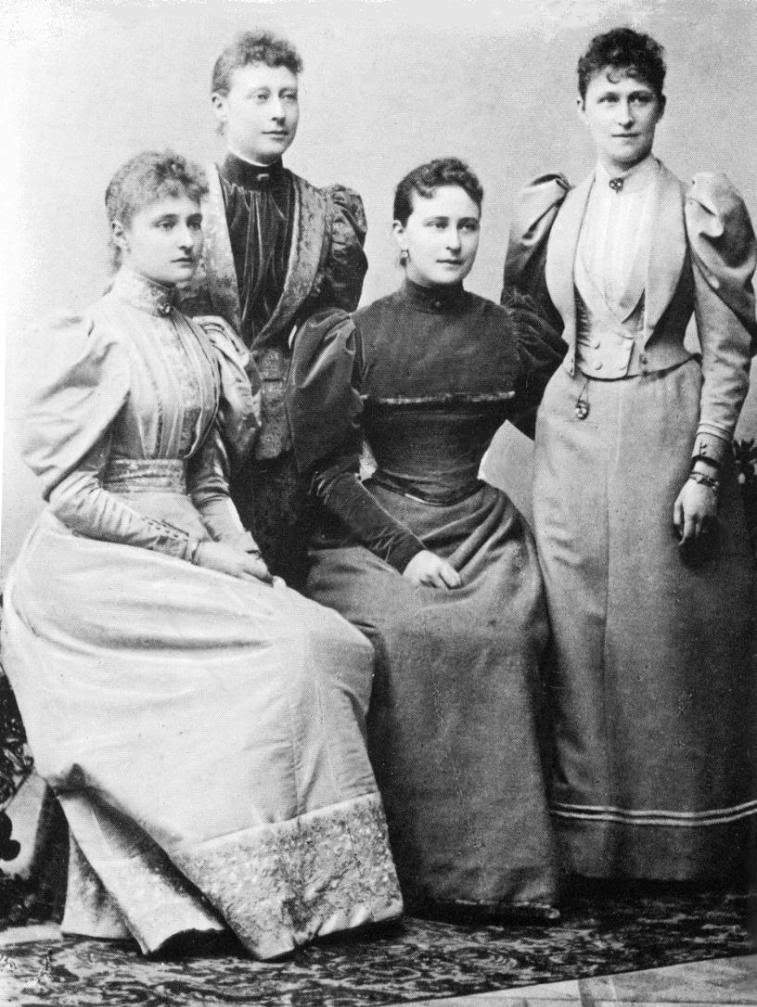
Alice, Vittoria, Elisabetta e Irene

Irene, allevata secondo un codice di comportamento prettamente vittoriano, si stupì di quello che vedeva e riteneva immorale. Quando la sorella Elisabetta lasciò la religione luterana tedesca, secondo cui erano state entrambe cresciute, per convertirsi alla fede russa ortodossa nel 1891, essendosi sposata nel 1884 col Granduca Sergej, Irene rimase profondamente turbata. Scrisse al padre che «pianse terribilmente» per la decisione di Elisabetta. In seguito anche la sorella Alix, si convertì alla religione russa ortodossa quando sposò lo Zar Nicola. Nonostante il suo disaccordo circa le loro scelte religiose, Irene rimase sempre in stretto contatto con le sue sorelle. Nel 1907, Irene combinò quello che col tempo si rivelò essere un matrimonio disastroso, tra la protetta di Elisabetta, la Maria Pavlovna di Russia, ed il principe Guglielmo, duca di Södermanland; la madre di Guglielmo, la Vittoria, regina di Svezia, era un'amica di lunga data sia di Irene che di Elisabetta. La granduchessa Maria in seguito scrisse che Irene le fece molte pressioni circa il matrimonio quando invece lei aveva molti dubbi; le disse che interrompere il fidanzamento avrebbe «ucciso» Elisabetta. Nel 1912, Irene fu di grande conforto per sua sorella Alix quando Alessio fu quasi sul punto di morire per una complicazione legata all'emofilia nel casino di caccia della famiglia imperiale in Polonia.

### Anni successivi
I legami di Irene con le sorelle vennero distrutti con lo scoppio della Prima guerra mondiale, che le pose in fazioni opposte del conflitto. Con la fine della guerra, scoprì che le sorelle Elisabetta ed Alice, lo Zar Nicola ed i suoi figli erano stati uccisi dai bolscevichi, inoltre, con la fine del conflitto, il cognato Guglielmo II dovette abdicare e la monarchia fu deposta. Molti membri della famiglia imperiale lasciarono il paese, mentre Irene ed Enrico rimase a vivere nella loro tenuta di Hemmelmark nella Germania settentrionale.
Quando Anna Anderson comparve a Berlino nel 1921, pretendendo di essere la sopravvissuta Granduchessa Anastasia di Russia, Irene visitò la donna, ma constatò che la Anderson non poteva essere la nipote che aveva visto per l'ultima volta nel 1913. La principessa Irene non ne fu impressionata. 
La Granduchessa Ol'ga, sorella di Nicola II di Russia, commentò la visita della principessa Irene:
Il marito di Irene, Enrico, disse che il solo nominare la Anderson innervosiva molto la moglie ed ordinò che nessuno ne discutesse in sua presenza. Molti anni dopo, il figlio di Irene, Sigismund, pose delle domande alla Anderson attraverso un intermediario circa la loro infanzia condivisa e dichiarò che le sue risposte erano tutte accurate.

### Morte

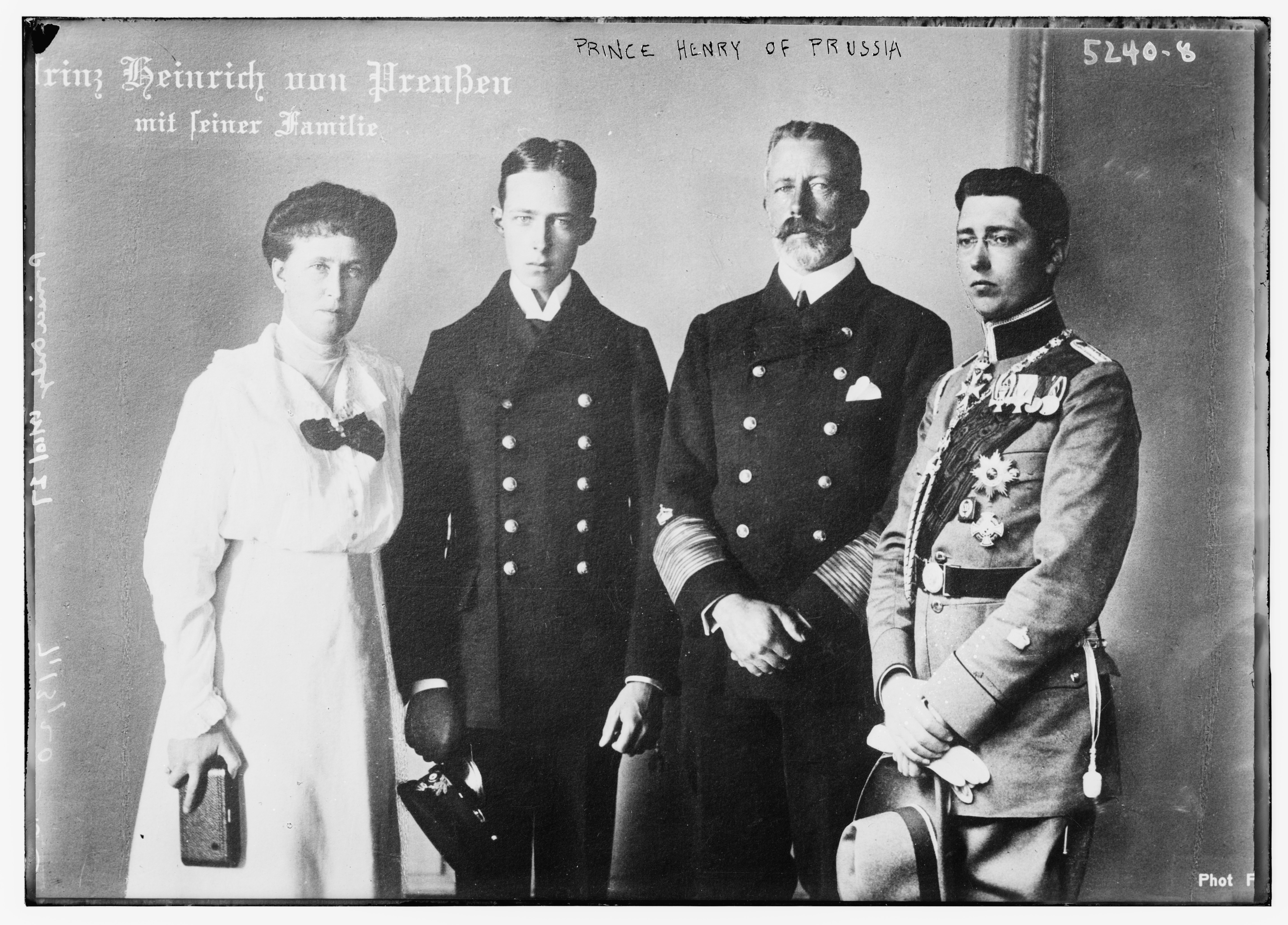
Irene, Enrico ed i figli nel 1920.

Il Principe Enrico morì nel 1929; Irene successivamente adottò la figlia di Sigismund, Barbara, nata nel 1920, come sua erede dopo che egli lasciò la Germania per vivere in Costa Rica negli anni 1930. Sigismund rifiutò di tornare a vivere in Germania dopo la Seconda guerra mondiale. Irene soffrì moltissimo quando il suo figlio emofiliaco più grande, Valdemaro, si ammalò nel 1945 e morì a causa della mancanza di sangue per effettuare una trasfusione.
Irene stessa morì l11 novembre 1953, lasciando la sua tenuta alla nipote. 

## Antenati
|                                   |                                     |                                                 | Genitori                                        |  |  | Nonni |  |  | Bisnonni         |  |  | Trisnonni       |  |
|                                   |                                     |                                                 |                                                 |  |  |       |  |  | Luigi II d'Assia |  |  | Luigi I d'Assia |  |
|                                   |                                     |                                                 |                                                 |  |  |       |  |  | Luigi II d'Assia |  |  | Luigi I d'Assia |  |
|                                   |                                     | Luisa d'Assia-Darmstadt                         |                                                 |  |  |       |  |  | Luigi II d'Assia |  |  |                 |  |
| Carlo d'Assia                     |                                     |                                                 |                                                 |  |  |       |  |  | Luigi II d'Assia |  |  |                 |  |
|                                   |                                     | Guglielmina di Baden                            | Carlo Luigi di Baden                            |  |  |       |  |  |                  |  |  |                 |  |
|                                   |                                     | Guglielmina di Baden                            | Carlo Luigi di Baden                            |  |  |       |  |  |                  |  |  |                 |  |
|                                   |                                     | Guglielmina di Baden                            | Amalia d'Assia-Darmstadt                        |  |  |       |  |  |                  |  |  |                 |  |
| Luigi IV d'Assia                  |                                     | Guglielmina di Baden                            |                                                 |  |  |       |  |  |                  |  |  |                 |  |
|                                   |                                     | Federico Guglielmo Carlo di Prussia             | Federico Guglielmo II di Prussia                |  |  |       |  |  |                  |  |  |                 |  |
|                                   |                                     | Federico Guglielmo Carlo di Prussia             | Federico Guglielmo II di Prussia                |  |  |       |  |  |                  |  |  |                 |  |
|                                   |                                     | Federico Guglielmo Carlo di Prussia             | Federica Luisa d'Assia-Darmstadt                |  |  |       |  |  |                  |  |  |                 |  |
| Elisabetta di Prussia             |                                     | Federico Guglielmo Carlo di Prussia             |                                                 |  |  |       |  |  |                  |  |  |                 |  |
|                                   |                                     | Maria Anna d'Assia-Homburg                      | Federico V d'Assia-Homburg                      |  |  |       |  |  |                  |  |  |                 |  |
|                                   |                                     | Maria Anna d'Assia-Homburg                      | Federico V d'Assia-Homburg                      |  |  |       |  |  |                  |  |  |                 |  |
|                                   |                                     | Maria Anna d'Assia-Homburg                      | Carolina d'Assia-Darmstadt                      |  |  |       |  |  |                  |  |  |                 |  |
| Irene d'Assia-Darmstadt           |                                     | Maria Anna d'Assia-Homburg                      |                                                 |  |  |       |  |  |                  |  |  |                 |  |
|                                   | Ernesto I di Sassonia-Coburgo-Gotha | Francesco Federico di Sassonia-Coburgo-Saalfeld |                                                 |  |  |       |  |  |                  |  |  |                 |  |
|                                   | Ernesto I di Sassonia-Coburgo-Gotha | Francesco Federico di Sassonia-Coburgo-Saalfeld |                                                 |  |  |       |  |  |                  |  |  |                 |  |
|                                   | Ernesto I di Sassonia-Coburgo-Gotha | Augusta di Reuss-Ebersdorf                      |                                                 |  |  |       |  |  |                  |  |  |                 |  |
| Alberto di Sassonia-Coburgo-Gotha | Ernesto I di Sassonia-Coburgo-Gotha |                                                 |                                                 |  |  |       |  |  |                  |  |  |                 |  |
|                                   |                                     | Luisa di Sassonia-Gotha-Altenburg               | Augusto di Sassonia-Gotha-Altenburg             |  |  |       |  |  |                  |  |  |                 |  |
|                                   |                                     | Luisa di Sassonia-Gotha-Altenburg               | Augusto di Sassonia-Gotha-Altenburg             |  |  |       |  |  |                  |  |  |                 |  |
|                                   |                                     | Luisa di Sassonia-Gotha-Altenburg               | Luisa Carlotta di Meclemburgo-Schwerin          |  |  |       |  |  |                  |  |  |                 |  |
| Alice di Gran Bretagna            |                                     | Luisa di Sassonia-Gotha-Altenburg               |                                                 |  |  |       |  |  |                  |  |  |                 |  |
|                                   |                                     | Edoardo Augusto di Hannover                     | Giorgio III del Regno Unito                     |  |  |       |  |  |                  |  |  |                 |  |
|                                   |                                     | Edoardo Augusto di Hannover                     | Giorgio III del Regno Unito                     |  |  |       |  |  |                  |  |  |                 |  |
|                                   |                                     | Edoardo Augusto di Hannover                     | Carlotta di Meclemburgo-Strelitz                |  |  |       |  |  |                  |  |  |                 |  |
| Vittoria del Regno Unito          |                                     | Edoardo Augusto di Hannover                     |                                                 |  |  |       |  |  |                  |  |  |                 |  |
|                                   |                                     | Vittoria di Sassonia-Coburgo-Saalfeld           | Francesco Federico di Sassonia-Coburgo-Saalfeld |  |  |       |  |  |                  |  |  |                 |  |
|                                   |                                     | Vittoria di Sassonia-Coburgo-Saalfeld           | Francesco Federico di Sassonia-Coburgo-Saalfeld |  |  |       |  |  |                  |  |  |                 |  |
|                                   |                                     | Vittoria di Sassonia-Coburgo-Saalfeld           | Augusta di Reuss-Ebersdorf                      |  |  |       |  |  |                  |  |  |                 |  |
|                                   |                                     | Vittoria di Sassonia-Coburgo-Saalfeld           |                                                 |  |  |       |  |  |                  |  |  |                 |  |